# Geografia Rusiei

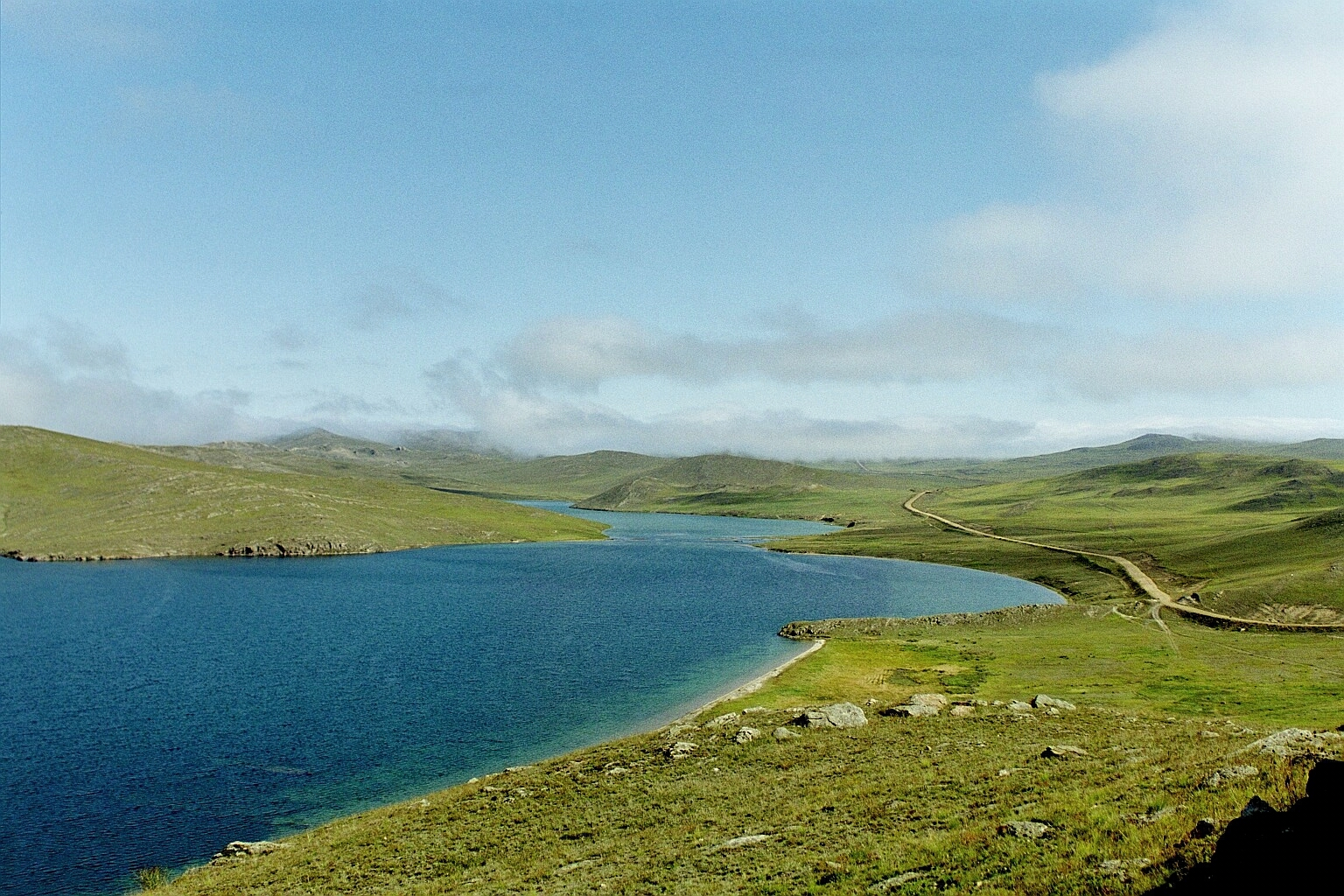
Siberia

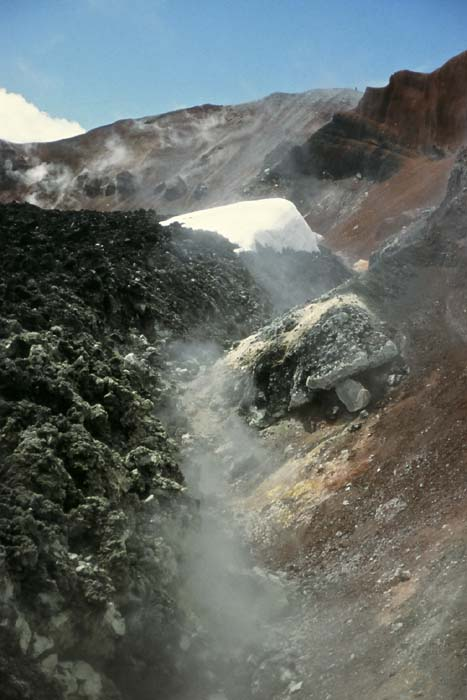
Vârful vulcanului Avacinski, Kamciatka

Geografia Rusiei descrie caracteristicile geografice (teritoriu, climă, relief) ale Federației Ruse. Federația Rusă se întinde de-a lungul a celei mai mari părți nordice a supercontinentului Eurasiatic. Deși în acest teritoriu se află o bună parte a zonelor artice și subarctice, aici este mai puțină populație, activitate economică și varietate fizică decât în alte țări. Marile întinderi de mai la sudul acestor regiuni cuprind o mare varietate de priveliști și climate. Cea mai mare parte a pământurilor rusești din această zonă are climat continental și arctic. Rusia este, d.p.d.v. al mediei anuale, cea mai rece țară din lume. Temperatura medie anuală este de −5,5°C. Pentru comparație, temperatura medie anuală din Islanda este de 1,2°C (34°F), iar cea corespunzătoare din Suedia este de 4°C, deși mai trebuie spus că, dat fiind marea varietate a climatelor teritoriale din Rusia face aceste comparații mai puțin edificatoare. 
Cea mai mare parte a țării este formată din câmpii vaste, atât în partea europeană cât și în cea asiatică, aceasta din urmă fiind cunoscută cu numele generic de Siberia. Aceste câmpii sunt în mod predominant stepe în sud, iar în nord sunt câmpii acoperite cu păduri, cu tundră pe coasta nordică. Permafrostul (zone din Siberia și Orientul Îndepărtat) ocupă mai mult de jumătate din teritoriul Rusiei. Lanțurile muntoase sunt întâlnite de-a lungul frontierelor de sud, așa cum sunt Munții Caucaz (cu Muntele Elbrus, 5.633m, cel mai înalt vârf din Rusia și Europa), Munții Altai, Munții Verhoiansk și vulcanii din Peninsula Kamceatka. În zona centrală se află Munții Ural, un lanț muntos care se întinde de la nord la sud și care împarte în mod convențional Eurasia în două continente, cel european și asiatic. 
Rusia are un litoral cu o lungime totală foarte mare, de peste 37.000 km de-a lungul Oceanului Arctic și a celui Pacific, ca și de-a lungul unor mări închise sau semi-închise, precum Marea Baltică, Marea Neagră sau Marea Caspică. Cele mai importante insule rusești sunt Novaia Zemlia și Teritoriul Franz Jozef, Insulele Novosibirsk, Insula Wrangel, Insulele Kurile și Sahalin. (Vezi și Lista insulelor rusești ). 
În Rusia se află câteva dintre cele mai mari râuri din lume, ca lungime și/sau ca debit din lume. Pentru mai multe amănunte vezi și Râurile Rusiei. 
Printre cele mai importante lacuri din Rusia se numără Lacul Baikal (lacul cel mai adânc, cu cel mai mare volum de apă dulce din lume), Lacul Ladoga și Lacul Onega. (Vezi și Lista lacurilor rusești ). 

## Frontierele

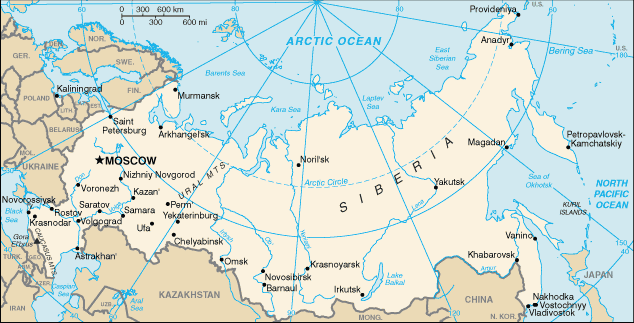
Harta Federaţiei Ruse

Cea mai simplă descriere a Rusiei este aceea de mare întindere continentale, cu litoral vast și cu un număr de insule adiacente și o exclavă (în colțul sud-estic al Mării Baltice). 
Frontierele și litoralul, începând din nord-est, în sens trigonometric, sunt: 
- frontierele cu Norvegia și Finlanda,
- un litoral scurt la Marea Baltică, cu portul Sankt Peterburg, din Finlanda până în Estonia,
- frontierele cu Estonia, Letonia, Belarus șiUcraina,
- litoralul Mării Negre, din Ucraina până în Georgia,
- frontierele cu Georgia și Azerbaidjan,
- litoralul  Mării Caspice, din Azerbaidjan până în Kazahstan,
- frontierele cu Kazahstan, China, Mongolia, din nou cu China și Coreea de Nord.

Litoralul foarte întins permite accesul Rusiei la toate mările lumii și legături cu toate națiunile maritime și la toate strâmtorile: 
- prin nordul Pacificului:
  - la Marea Japoniei (cu țărmul de vest al Sahalinului),
  - la Marea Ohoțk (cu țărmul estic al Sahalinului și cu Insulele Kurile și
  - la Marea Bering.
- prin Strâmtoarea Bering (unde mica insulă rusească Ratmanov (Micul Diomede) este separată de numai câțiva kilometri de apă de insula Marele Diomede aparținând statului Alaska din SUA), 
  - la Oceanul Arctic, care include: 
    - Marea Ciukci (cu Insula Wrangel),
    - Marea Siberiei Răsăritene (cu Insulele Novosibirsk),
    - Marea Laptev,
    - Marea Kara (cu insulele Novaia Zemlia),
    - Marea Barenț (cu insulele Teritoriul Franz-Josef, portul Murmansk, unde Marea Albă înaintează adânc în continent).

Exclava este constituită de Regiunea Kaliningrad și are frontiere cu:
- Polonia la sud și
- Lituania la nord și est și are litoral la
- Marea Baltică.

Porturile litoralului rusesc al Mării Baltice și Mării Negre au acces mai restrâns la alte mări decât în cazul Oceanului Pacific și Arctic, dar asta nu le scade importață. Marea Baltică asigură un acces imediat la porturile altor nouă țări și între Rusia continentală și exclava Kaliningrad. Prin strâmtorile dintre Danemarca și Suedia, Marea Baltică este legată de Marea Nordului și oceanele din nordul și vestul acesteia din urmă. Marea Neagră oferă posibilitatea accesului imediat la porturile altor cinci țări și, prin strâmtorile Dardanele și Bosfor și portul Istanbul, asigură legătura cu Marea Mediterană, iar mai departe, prin Canalul Suez și Strâmtoarea Gibraltar către oceanele Indian și Atlantic. Marea Caspică, cel mai întins lac cu apă sărată, este o mare închisă, fără acces la Oceanul Planetar.
Federația Rusă se întinde pe șapte fuse orare.

## Orașe
Conform statisticilor valabile în 2005, Rusia are 13 orașe cu peste 1 milion de locuitori. 
Lista de mai jos începe de la cel mai mare, spre cel mai mic oraș.
- Moscova
- Sankt Peterburg
- Novosibirsk
- Ecaterinburg
- Nijni Novgorod
- Samara
- Omsk
- Kazan
- Celibiansk
- Rostov pe Don
- Ufa
- Volgograd
- Perm

## Vezi și
- Lista orașelor rusești